# Gastrochaenoidea
Gastrochaenoidea zijn een superfamilie uit de superorde Imparidentia.

## Families
- Gastrochaenidae Gray, 1840